# Комарова Домна Павлівна
Домна Павлівна Комарова (нар. 18 жовтня 1920, село Ламське Єлецького повіту Орловської губернії, тепер Становлянського району Липецької області, Російська Федерація — 31 грудня 1994, місто Москва) — радянська державна діячка, міністр соціального забезпечення РРФСР, голова Брянського облвиконкому. Член Центральної Ревізійної комісії КПРС у 1966—1989 роках. Депутат Верховної Ради Російської РФСР 8—11-го скликань. Депутат Верховної Ради СРСР 5—7-го скликань.

## Життєпис
Народилася в селянській родині. З 1936 року працювала в районній бібліотеці.
У 1938—1942 роках — піонерська вожата, секретар районного комітету ВЛКСМ.
Член ВКП(б) з 1940 року.
У 1942—1944 роках — секретар виконавчого комітету районної ради, інструктор районного комітету ВКП(б) (тепер в Липецькій області).
У 1944—1954 роках — завідувачка відділу Рогнединського районного комітету ВКП(б) Брянської області, інструктор, заступник завідувача відділу Брянського обласного комітету ВКП(б).
У 1954—1960 роках — 1-й секретар Брянського сільського районного комітету КПРС Брянської області.
У 1955 році закінчила заочно Вищу партійну школу при ЦК КПРС.
У 1960 — грудні 1962 року — голова виконавчого комітету Брянської обласної ради депутатів трудящих. У грудні 1962 — грудні 1964 року — голова виконавчого комітету Брянської сільської обласної ради депутатів трудящих. У грудні 1964 — квітні 1967 року — голова виконавчого комітету Брянської обласної ради депутатів трудящих.
12 квітня 1967 — 16 березня 1988 року — міністр соціального забезпечення Російської РФСР.
З березня 1988 року — персональний пенсіонер союзного значення в місті Москві.
Померла 31 грудня 1994 року. Похована в Москві на Кунцевському цвинтарі.

## Нагороди і звання
- орден Леніна
- орден Жовтневої Революції
- два ордени Трудового Червоного Прапора
- медалі
- Почесний громадянин міста Брянська (.04.1967)